# Frans Nicolaas Marius Eyck van Zuylichem
 Frans Nicolaas Marius Eyck (Utrecht, 26 augustus 1806 - 1 januari 1876), heer van Zuylichem, was burgemeester van Maartensdijk.

## Levensloop
Eyck werd geboren uit een regentengeslacht (Eyck), dat in de patriottentijd en onder de Franse overheersing een opvallende rol had gespeeld en daarna buiten openbare betrekking bij Maartensdijk woonde op Landgoed Eyckenstein. Dat landgoed is door de grootvader aangelegd en door zijn zoon en kleinzoon uitgebreid door aankoop en ontginning. Ze gebruikten het als buiten.
Eyck was een geboren bouwkundige, maar zijn vader ontzegde hem de wetenschappelijke studie van de architectuur. Hij begon zijn academische loopbaan in Utrecht op 5 april 1824, promoveerde in de rechten, nam deel aan de wapening van 1830 en wijdde zich als autodidact aan de studie van de Nederlandse oude gebouwen; daartoe trok hij het land door om opmetingen te doen van kerken, bouwvallen, oude kastelen, torens enz. Hij was zeer bevriend met de architect A. Oltmans. Eyck heeft de uitkomsten van zijn nasporingen op het gebied van de Nederlandse bouwkunst, waartoe hij Noord-Brabant en Limburg pas later rekende, zo algemeen gemaakt dat hij erom wordt gewaardeerd. Twintig jaar lang, tot 1866, was hij in opvolging van zijn vader Maurits Jacob Eyck van Zuylichem burgemeester van Maartensdijk en overleed daar op zijn genoemd buiten op nieuwjaarsdag 1876.

## Werk (o.a.)
- Kort overzicht over de versterkingen en kastelen in ons land tot op de 16e eeuw (Montfoort 1850)

- Biografisch Portaal: 42839644
- International Standard Name Identifier: 0000 0003 9805 1633
- Nederlandse Thesaurus van Auteursnamen: 069841934
- RKD-Nederlands Instituut voor Kunstgeschiedenis: 25778
- Virtual International Authority File: 306161686
- WorldCat: E39PBJkMFwhQYG7pDkqJ6GTT73